# City Temple de Londres
Pour Temple Church dans la City, voir Église du Temple (Londres)
Le City Temple est une église non-conformiste, situé sur le viaduc de Holborn, à Londres. La paroisse est membre de la United Reformed Church, Église réformée unie du Royaume-Uni.
Le City Temple est connu comme le lieu de prédication des théologiens protestants libéraux Leslie Weatherhead, RJ Campbell, Joseph Fort Newton, Thomas Goodwin et Joseph Parker.
La première église sur le site actuel est en 1874. La congrégation est fondée vers 1640 voire dès les années 1560 par des puritains. Détruit par les bombardements de Londres pendant la Seconde Guerre mondiale, le temple est reconstruit en 1958.

## Histoire
La communauté du City Temple aurait été fondé par Thomas Goodwin, vers 1640. C'est la plus ancienne congrégation non-conformiste de la City de Londres. Sa première meeting-house est située à Anchor Lane. Le deuxième ministre de l'Église était Thomas Harrison, qui succéda à Goodwin en 1650, date à laquelle l'Église déménage à Lime Street. En 1658, Thomas Mallory devient pasteur de l'Église. Mallory dirige l'Église pendant la restauration de la monarchie Stuart, en 1660. L'église déménage plusieurs fois et s'installe dans la Poultry, Cheapside en 1819,.

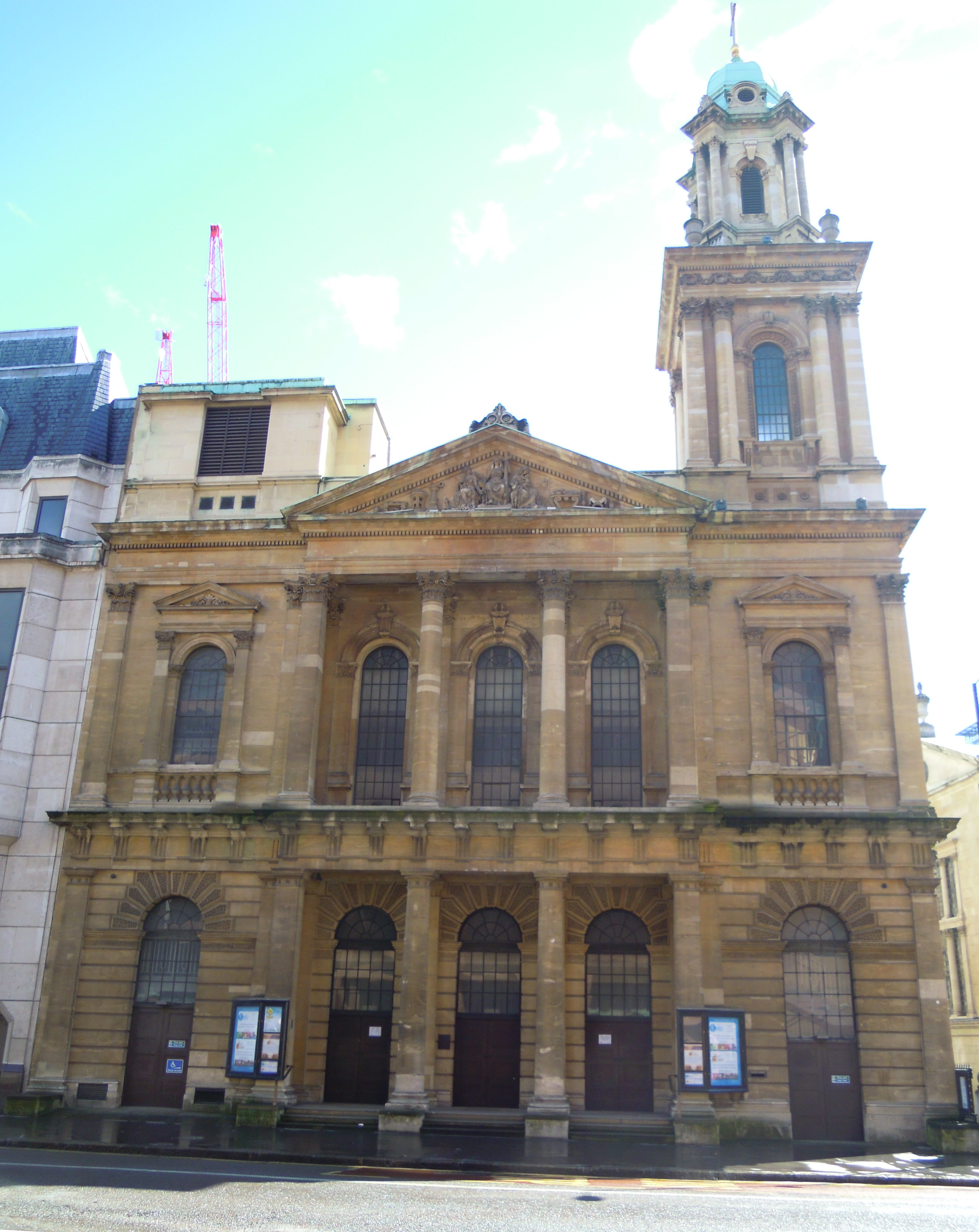
Façade depuis le viaduc de Holborn.

Le pasteur James Spence démissionne en 1867, et les conseillers presbytéraux  invitent Joseph Parker, alors pasteur à la chapelle de Cavendish Street de Manchester. Il répond positivement en juin 1869.
La chapelle de Poultry Street fermée le 16 juin 1872, et une nouvelle église est construite. Entre-temps, la congrégation se réunit dans la grande salle du Cannon Street Hotel le matin, à Exeter Hall le soir et dans l'église presbytérienne de la chapelle d'Albion pour services de midi le jeudi.
La pierre commémorative du nouveau bâtiment est posée par Thomas Binney le 19 mai 1873. La Corporation de la City de Londres a offre une chaire en marbre spectaculaire à l'église. Le temple est consacré le 19 mai 1874. Il acquiert le statut officieux d'une cathédrale non-conformiste et devient la chaire congrégationaliste la plus importante de Grande-Bretagne.

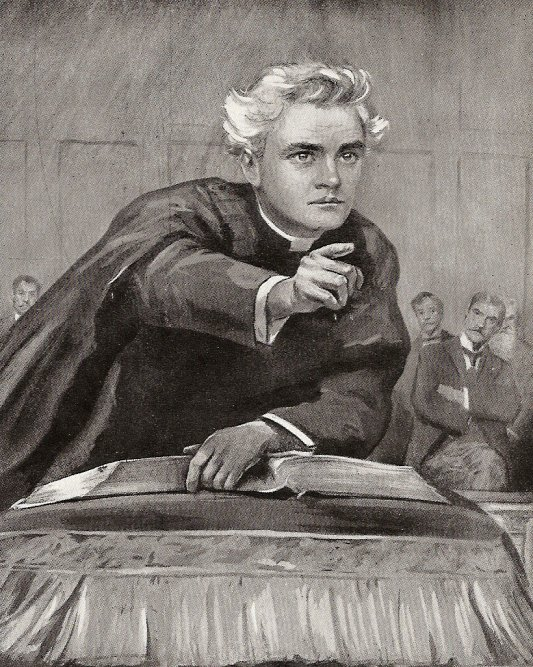
RJ Campbell prêchant dans le temple de la ville vers 1903

En 1902, Reginald John Campbell, alors pasteur de la Congrégation de Brighton, est appelé en 1902 comme son assistant du pasteur Parker. Peu de temps après avoir accepté cet arrangement, Parker est meurt subitement.
Campbell, protestant libéral intéressé par l'analyse historico-critique de la Bible, est ministre de mai 1903 à octobre 1915. Ses prédications sont imprimées et  largement diffusées.

Sa théologie devient connue sous le nom de « la nouvelle théologie » et Campbell publie The New Theology, exposant sa position,.

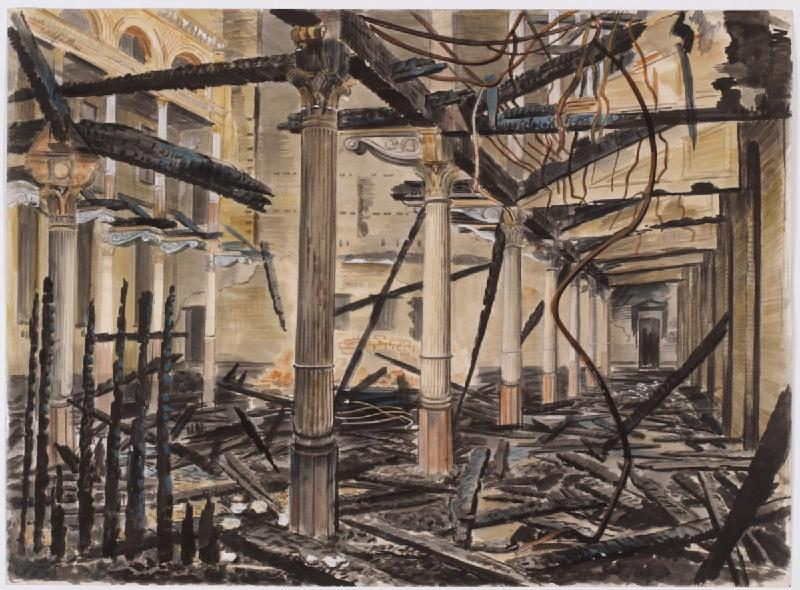
L'intérieur du City Temple détruit dans The Blitz - aquarelle de Vivian Pitchforth (1941)

Le successeur de Campbell est le pasteur Joseph Fort Newton instruit au Séminaire théologique Baptiste du Sud de Louisville. Newton appelle une assistante à le seconder, Mlle A. Maude Royden. Anglicane, elle n'est pas autorisée à prêcher par l'Église d'Angleterre, mais est bien accueillie par l'église non-conformiste. Newton exerce son ministère au City Temple pendant la Première Guerre mondiale, avant de retourner en Amérique en 1919. Il a été remplacé par FW Norwood, un baptiste australien.
Lorsque Norwood quitte le City Temple en 1935, il y avait une certaine incertitude quant au pasteur à appeler. Certains font alors valoir que, puisque l'Église congrégationaliste n'avait pas eu de pasteur congrégationaliste depuis 1915, au départ du pasteur Campbell, ils devraient appeler un ministre au sein de leur dénomination. Finalement l'homme appelé est un pasteur méthodiste, alors en poste à Leeds, Leslie Weatherhead. Il servit de 1936 jusqu'à sa retraite en 1960.
Pendant le Blitz, le City Temple est éventré par le feu des bombes incendiaires. Weatherhead poursuit son ministère à l'église anglicane voisine St Sepulchre-without-Newgate. Après la guerre, Weatherhead lève des fonds pour reconstruire le City Temple, en grande partie auprès de John D. Rockefeller, Jr. Le nouveau City Temple est inauguré en présence de la reine Elizabeth mère en 1958. Weatherhead prend sa retraite en 1960.